# Arquidiócesis de Xalapa
La arquidiócesis de Xalapa (en latín: Archidioecesis Ialapensis) es una circunscripción eclesiástica de la Iglesia católica en México. Se trata de una arquidiócesis latina, sede metropolitana de la provincia eclesiástica de Xalapa. Desde el 8 de diciembre de 2021 su arzobispo es Jorge Carlos Patrón Wong.

## Territorio y organización
La arquidiócesis tiene 6137 km² y extiende su jurisdicción sobre los fieles católicos de rito latino residentes en la parte central del estado de Veracruz y el municipio de Xiutetelco en el estado de Puebla.
La sede de la arquidiócesis se encuentra en la ciudad de Xalapa-Enríquez (Xalapa o Jalapa), en donde se halla la Catedral de la Inmaculada Concepción, edificada en estilo barroco entre 1641 y 1772, y la basílica menor de Nuestra Señora de Guadalupe. Existen también el santuario del Padre Jesús, en Jalacingo, el santuario de San José en Banderilla y el santuario de Guadalupe en el municipio de Jilotepec.
La arquidiócesis tiene como sufragáneas a las diócesis de: Coatzacoalcos, Córdoba, Orizaba, Papantla, San Andrés Tuxtla, Tuxpan y Veracruz.
En 2021 en la arquidiócesis existían 66 parroquias agrupadas en 13 decanatos: Xalapa Poniente, Centro, Noreste, Norte, Sur, Naolinco, San Rafael Guízar y Valencia, Coatepec, Banderilla, Tuzamapan, Altotonga y Actopan.

## Historia
La diócesis de Veracruz fue erigida el 5 de enero de 1844 con la bula Quod olim del papa Gregorio XVI, obteniendo el territorio de la entonces diócesis de Tlaxcala. Originalmente era sufragánea de la arquidiócesis de México.
Después de la erección de la diócesis, surgieron dificultades para implementar la bula que retrasó el establecimiento de la diócesis durante casi 20 años. Mientras tanto, los principales pueblos del estado de Veracruz se disputaban el obispado. La bula designaba como sede episcopal a la ciudad de Veracruz, mientras que un decreto consistorial del 1 de junio de 1850 establecía que la sede debía estar en Xalapa u Orizaba; finalmente un rescripto del 16 de junio de 1855 optó definitivamente por Xalapa.
Finalmente, el 19 de marzo de 1863 se nombró al primer obispo en la persona de Francisco Suárez Peredo, quien tomó posesión de la diócesis el 18 de septiembre de 1864. La diócesis tenía el doble título de "diócesis de Veracruz o Xalapa" (dioecesis Verae Crucis seu Iapalensis). Francisco Suárez Peredo murió en 1869 en Roma, donde asistía al Concilio Vaticano I.
El 23 de junio de 1891 cedió una porción de su territorio para la erección de la diócesis de Tehuantepec mediante la bula Illud in primis del papa León XIII.
El 24 de noviembre de 1922 cedió una porción de su territorio para la erección de la diócesis de Papantla mediante la bula Orbis catholici del papa Pío XI.
El 29 de junio de 1951 fue elevada al rango de arquidiócesis metropolitana por la bula Inter praecipuas del papa Pío XII.
El 23 de mayo de 1959 cedió una porción de su territorio para la erección de la diócesis de San Andrés Tuxtla mediante la bula Quibus christiani del papa Juan XXIII.
El 9 de junio de 1962 cedió otra porción de su territorio para la erección de la diócesis de Veracruz mediante la bula Populorum bono del papa Juan XXIII. Con motivo de esta última venta, asumió su nombre actual.
Rafael Guízar Valencia fue beatificado por el papa Juan Pablo II el 29 de enero de 1995 en la Basílica de San Pedro y canonizado por Benedicto XVI el 15 de octubre de 2006. Sepultado en la Catedral de Jalapa, es el primer obispo nacido en América Latina en ser canonizado.
El 15 de abril de 2000 la arquidiócesis cedió porciones de territorio para la erección por el papa Juan Pablo II de las diócesis de Córdoba (mediante la bula Ministerium Nostrum) y Orizaba (mediante la bula Adiutorium ferre).

## Estadísticas
Según el Anuario Pontificio 2022 la arquidiócesis tenía a fines de 2021 un total de 1 424 425 fieles bautizados.
| Año                                                                             | Población            | Población | Población      | Sacerdotes | Sacerdotes    | Sacerdotes    | Bautizados por sacerdote | Diáconos permanentes | Religiosos | Religiosos | Parroquias |
| Año                                                                             | Bautizados católicos | Total     | % de católicos | Total      | Clero secular | Clero regular | Bautizados por sacerdote | Diáconos permanentes | Varones    | Mujeres    | Parroquias |
| ------------------------------------------------------------------------------- | -------------------- | --------- | -------------- | ---------- | ------------- | ------------- | ------------------------ | -------------------- | ---------- | ---------- | ---------- |
| 1950                                                                            | 1 040 000            | 1 100 000 | 94.5           | 174        | 160           | 14            | 5977                     |                      | 14         | 340        | 76         |
| 1965                                                                            | 900 000              | 940 000   | 95.7           | 177        | 153           | 24            | 5084                     |                      | 44         | 465        | 82         |
| 1968                                                                            | 1 134 000            | 1 254 000 | 90.4           | 179        | 163           | 16            | 6335                     |                      | 32         | 450        | 71         |
| 1976                                                                            | 1 283 734            | 1 324 800 | 96.9           | 171        | 163           | 8             | 7507                     |                      | 17         | 453        | 95         |
| 1980                                                                            | 1 228 075            | 1 420 000 | 86.5           | 188        | 180           | 8             | 6532                     |                      | 17         | 505        | 108        |
| 1990                                                                            | 2 039 881            | 2 310 640 | 88.3           | 223        | 212           | 11            | 9147                     |                      | 23         | 467        | 125        |
| 1999                                                                            | 1 942 502            | 2 201 612 | 88.2           | 259        | 248           | 11            | 7500                     |                      | 17         | 470        | 129        |
| 2000                                                                            | 908 292              | 978 144   | 92.9           | 157        | 146           | 11            | 5785                     |                      | 19         | 215        | 53         |
| 2001                                                                            | 1 022 143            | 1 278 144 | 80.0           | 135        | 131           | 4             | 7571                     |                      | 6          | 296        | 56         |
| 2002                                                                            | 1 009 128            | 1 081 685 | 93.3           | 135        | 130           | 5             | 7475                     |                      | 9          | 301        | 61         |
| 2003                                                                            | 989 210              | 1 073 148 | 92.2           | 142        | 132           | 10            | 6966                     |                      | 14         | 346        | 65         |
| 2004                                                                            | 995 498              | 1 062 664 | 93.7           | 148        | 137           | 11            | 6726                     |                      | 21         | 340        | 68         |
| 2006                                                                            | 1 105 000            | 1 156 000 | 95.6           | 144        | 135           | 9             | 7673                     |                      | 19         | 290        | 71         |
| 2013                                                                            | 1 206 000            | 1 272 000 | 94.8           | 154        | 150           | 4             | 7831                     |                      | 4          | 310        | 83         |
| 2016                                                                            | 1 310 000            | 1 400 000 | 93.6           | 156        | 151           | 5             | 8397                     |                      | 20         | 266        | 86         |
| 2019                                                                            | 1 400 367            | 1 488 020 | 94.1           | 161        | 156           | 5             | 8697                     |                      | 10         | 238        | 89         |
| 2021                                                                            | 1 424 425            | 1 492 713 | 95.4           | 166        | 158           | 8             | 8580                     |                      | 16         | 230        | 92         |
| Fuente: Catholic-Hierarchy, que a su vez toma los datos del Anuario Pontificio. |                      |           |                |            |               |               |                          |                      |            |            |            |

## Episcopologio
| Número | Arzobispo                                  | Comienzo                                                              | Término                                             |
| ------ | ------------------------------------------ | --------------------------------------------------------------------- | --------------------------------------------------- |
| I      | Francisco de Paula Suárez Peredo y Bezares | 19 de marzo de 1863                                                   | 26 de enero de 1869 falleció                        |
| II     | José María Mora y Daza                     | 21 de marzo de 1870                                                   | 14 de noviembre de 1884 nombrado obispo de Tlaxcala |
| III    | José Ignacio Suárez Peredo y Bezares       | 17 de marzo de 1887 le precedió un período de sede vacante desde 1884 | 26 de marzo de 1894 falleció                        |
| IV     | Joaquín Arcadio Pagaza y Ordóñez           | 18 de marzo de 1895                                                   | 11 de septiembre de 1919 falleció                   |
| V      | San Rafael Guízar y Valencia               | 1 de agosto de 1919                                                   | 6 de junio de 1938 falleció                         |
| VI     | Manuel Pío López Estrada                   | 11 de octubre de 1939                                                 | 18 de abril de 1968 retirado                        |
| VII    | Emilio Abascal y Salmerón                  | 18 de abril de 1968                                                   | 12 de marzo de 1979 falleció                        |
| VIII   | cardenal Sergio Obeso Rivera               | 12 de marzo de 1979 por sucesión                                      | 10 de abril de 2007 retirado                        |
| IX     | Hipólito Reyes Larios                      | 10 de abril de 2007                                                   | 8 de agosto de 2021 falleció                        |
| X      | Jorge Carlos Patrón Wong                   | Desde el 8 de diciembre de 2021                                       |                                                     |